# Ésioff-Léon Patenaude

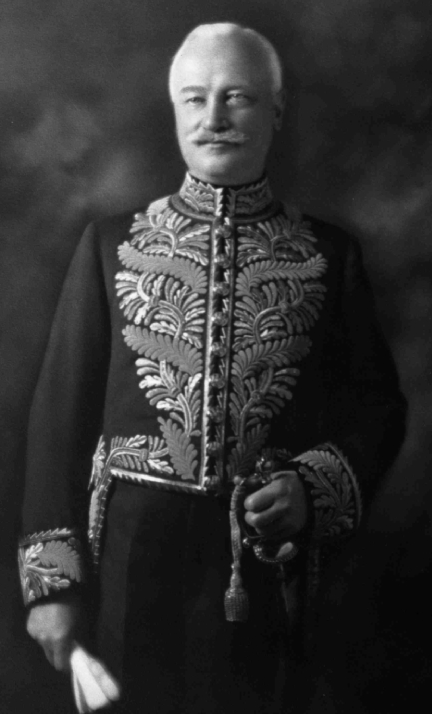
Ésioff-Léon Patenaude

Ésioff-Léon Patenaude, PC, KC (* 12. Februar 1875 in Saint-Isidore, Québec; † 7. Februar 1963 in Montreal) war ein kanadischer Politiker. Er war Abgeordneter in der Nationalversammlung von Québec und im kanadischen Unterhaus. Von 1915 bis 1917 sowie im Jahr 1926 gehörte er dem Bundeskabinett an. Schließlich amtierte er von 1934 bis 1939 als Vizegouverneur der Provinz Québec.

## Biografie
Patenaude studierte Recht an der Université Laval und erhielt 1899 die Zulassung als Rechtsanwalt. Erste politische Erfahrungen sammelte er in Montreal als Organisator der Wahlkämpfe der Konservativen Partei Kanadas. Als Kandidat der Parti conservateur du Québec trat er 1908 zu den Wahlen zur Nationalversammlung von Québec an und war im Wahlbezirk La Prairie erfolgreich; vier Jahre später gelang ihm die Wiederwahl.
1915 trat Patenaude zurück, um an einer Nachwahl im Unterhaus-Wahlbezirk Hochelaga teilzunehmen. Er wurde mangels Gegenkandidaten per Akklamation gewählt, woraufhin Premierminister Robert Borden ihn in das Bundeskabinett aufnahm. Patenaude war zunächst Minister für Inlandsteuern, ab Januar 1917 Bergbauminister. Im Juli 1917 trat er zurück, aus Protest gegen die Entscheidung der Regierung, die Wehrpflicht einzuführen. Zur Wahl im Oktober trat er nicht an.
Patenaude kandidierte 1923 mit Erfolg im Wahlbezirk Jacques-Cartier zur Wahl der Nationalversammlung. Zwei Jahre später gab er erneut seinen Rücktritt bekannt, um zur Unterhauswahl 1925 anzutreten. Dazu überredet hatte ihn der konservative Oppositionsführer Arthur Meighen. Patenaude organisierte den Wahlkampf der Konservativen in Québec. Doch weder konnte er sich in seinem Wahlbezirk durchsetzen noch war seine Partei in der Lage, in dieser Provinz zuzulegen. Im Juni 1926 übernahm Meighen als Folge der King-Byng-Affäre wieder die Regierung und ernannte Patenaude zum Justizminister und Attorney General, obwohl er damals kein Unterhausmandat hatte. Bei der darauf folgenden Unterhauswahl im September 1926 mussten die Konservativen Verluste hinnehmen und Patenaude wurde nicht gewählt.
Generalgouverneur Lord Bessborough vereidigte Patenaude am 3. Mai 1934 als Vizegouverneur von Québec, auf Anraten des konservativen Premierministers Richard Bedford Bennett. Dieses repräsentative Amt übte er bis zum 30. Dezember 1939 aus. Danach wandte er sich dem Geschäftsleben zu. So war er unter anderem Präsident der Provincial Bank of Canada, der Lebensversicherungsgesellschaft L’Alliance und der kanadischen Niederlassung von Texaco.